# 小林亮寛
小林 亮寛（こばやし りょうかん、1979年4月28日 - ）は、長崎県下県郡厳原町（現対馬市）生まれ、福岡県糟屋郡新宮町出身の元プロ野球選手（投手）。右投右打。日本時代の登録名は「亮寛」。

## 経歴

### プロ入り前
小学時代は、福岡県福岡市東区にあるソフトボールチーム奈多クラブに所属。
中学時代は、福岡県古賀市のボーイズリーグ・九州古賀に所属。九州では新チーム結成後から勝ち続け公式戦49連勝を達成。春夏の全国大会に出場した。
PL学園高校時代は、1年秋から公式戦で登板するが故障もあって甲子園出場はなかった（同期生に前田新悟、中村順司監督の長男中村猛安）。1年上の投手に前川克彦がいた。しかし、長身から繰り出されるストレートなど潜在能力の高さを買われ、1997年度ドラフト会議にて千葉ロッテマリーンズから6位指名を受け、入団。

### ロッテ時代
ロッテでは、5年間で一度も一軍登板がないまま、2002年シーズンオフに戦力外通告を受け、退団。

### 中日・打撃投手時代
12球団合同トライアウト受験後、中日ドラゴンズが獲得の意思を示すも選手枠に空きがなく打撃投手として契約。同年オフ、選手復帰の話が消える。前年秋季キャンプで肩を痛めたことが原因で2005年に退団。

### 米独立リーグ時代
2006年にアメリカの独立リーグ・ノーザンリーグのカルガリー・ヴァイパーズ(カナダ)と契約し現役復帰。中継ぎとして40試合に登板。開幕から終了まで投手では唯一、一度もロースターを外れなかった。

### 四国アイランドリーグ時代
2007年8月9日、四国アイランドリーグの香川オリーブガイナーズに入団。ロッテ在籍時と同じく「亮寛」を登録名とした。主に中継ぎで起用され、15試合に登板、1勝2敗1Sの成績であった。シーズン終了後の12月に退団。

### 台湾球界時代
2008年、台湾・中華職業棒球大聯盟の興農ブルズの入団テストを受けたが入団に至らず、その後兄弟エレファンツの入団テストに合格し、入団。10勝6敗、防御率2.66という好成績を挙げ、台湾プロ野球のゴールデングラブ賞に当たる『金手套』を獲得した。2009年は9勝したが、防御率6点台に沈んだ。また、台湾シリーズには出場できず、この年限りで退団となった。

### メキシコウインターリーグ時代
2010年8月より、メキシコのウィンターリーグに参加。Chileros de Xalapaに入団、唯一の日本人としてプレー。シーズン途中にGallos de Mendozaに移籍。チームのプレーオフ進出に貢献。シーズン終了後、メキシコ、アメリカにてメジャーリーグ数球団のスカウトを迎えトライアウトを実施したが、契約には至らなかった。

### メキシカンリーグ時代
2011年2月中旬より、米マイナーリーグAAA に相当するリーガ・メヒカーナ・デ・ベイスボルのメキシコシティ・レッドデビルズのスプリングトレーニングに参加。オープン戦で好投するも3月18日の開幕直前、メキシコシティ・レッドデビルズのマイナーであるエンセナーダ・マリナーズの外国人助っ人として配属される。開幕から好投し前半戦5勝0敗防御率1.78でオールスターゲームに出場するなど活躍するも後半戦、食中毒にかかり調子を崩し結局、シーズン終了直前の7月9日にリリース。プレーオフには出場しなかった。14試合に登板し6勝4敗3完投 防御率3.08。

### 韓国球界時代
2012年2月、韓国に誕生したばかりの独立球団・高陽ワンダーズへの入団が決まった(登録名:고바야시)。主に中継ぎ、抑えとして起用されロングリリーフ、連投と中継ぎエースとしてフル回転。チーム最多登板数（28試合）、チーム最多投球回（81回）を達成し球団創設初年度の主軸として活躍。2013年は元広島東洋カープのディオーニ・ソリアーノ、元横浜ベイスターズのルイス・ゴンザレス、元サンフランシスコ・ジャイアンツのオシリス・マトスなど先発陣が安定しロングリリーフなどの登板機会は減るも、同年も中継ぎエースとしてチーム最多登板（29試合）、10セーブを挙げたが、この年限りで高陽との契約を終えた。

### 現役引退後
2014年3月26日、自身のブログにて引退を発表した。
2015年1月5日、福岡市博多区にスポーツジム・コビーズを開業した。11月発行された『台湾プロ野球選手名鑑』でアンバサダーを務めた。
2020年より、福岡県久留米市を拠点として活動している硬式野球クラブチームREXパワーズに内野手として所属していた。
2022年1月8日に同年発足した女子硬式野球クラブチームである九州ハニーズ（KMGホールディングススポンサー）の投手コーチに就任することが発表された。

## 選手としての特徴
140km/h台中盤の速球に2種類のツーシーム、カーブ、フォーク、スライダー、チェンジアップを投げる。最速は94マイル（約151km/h）。
主にツーシームを軸にして早いカウントで打ち取るなど「ボールを動かす」ことに長けた投手である。

## 人物
日本、アメリカ、カナダ、台湾、メキシコ、韓国でプレーする中で日本と海外の野球観の違いなどについて学ぶ。プロ野球選手である傍ら「夢を持つこと」、「自分らしく生きることの素晴しさ」などを組織や肩書きに囚われることなく、野球を通じて表現し伝えたいという願いから「ベースボールアーティスト」と称している。その活動の一環としてオフシーズンは期間限定で子どもから大人までを対象にしたベースボールクリニックや、講演会なども開催。2013年10月12日、室井昌也主催でトークライブを博多リバレイン(福岡市博多区)で開催した。
プロ野球の12球団合同トライアウトには2002年(2度)、2005年(1度)、2006年(2度)、2007年(2度)、2012年(1度)参加している。なお、合同トライアウトは2015年からは年1回の実施となり、更に2019年からは参加規程が改められ、同一選手による参加は2回までとなっている。
書道は5段の腕前。

## 詳細情報

### NPB記録
- 一軍公式戦出場なし

### 年度別投手成績
| 年 度     | 球 団     | 登 板 | 先 発 | 完 投 | 完 封 | 無 四 球 | 勝 利 | 敗 戦 | セ 丨 ブ | ホ 丨 ル ド | 勝 率 | 打 者 | 投 球 回 | 被 安 打 | 被 本 塁 打 | 与 四 球 | 敬 遠 | 与 死 球 | 奪 三 振 | 暴 投 | ボ 丨 ク | 失 点 | 自 責 点 | 防 御 率 | W H I P |
| --------- | --------- | ----- | ----- | ----- | ----- | -------- | ----- | ----- | -------- | ----------- | ----- | ----- | -------- | -------- | ----------- | -------- | ----- | -------- | -------- | ----- | -------- | ----- | -------- | -------- | ------- |
| 2008      | 兄弟      | 27    | 23    | 3     | 1     | 0        | 10    | 6     | 1        | 0           | .625  | 692   | 169.0    | 156      | 12          | 42       | 1     | 5        | 110      | 4     | 1        | 61    | 50       | 2.66     | 1.18    |
| 2009      | 兄弟      | 23    | 23    | 0     | 0     | 0        | 9     | 9     | 0        | 0           | .500  | 589   | 127.2    | 160      | 15          | 45       | 0     | 5        | 78       | 5     | 0        | 101   | 86       | 6.06     | 1.61    |
| CPBL：2年 | CPBL：2年 | 50    | 46    | 3     | 1     | 0        | 19    | 15    | 1        | 0           | .559  | 1281  | 296.2    | 316      | 27          | 87       | 1     | 10       | 188      | 9     | 1        | 162   | 136      | 3.81     | 1.36    |

### 表彰
CPBL
- ゴールデングラブ賞（金手套奨）：1回 （投手部門：2008年）
- 月間MVP：1回 （投手部門：2008年10月）

### 記録
CPBL
- 3者連続3球三振：2009年7月30日、対統一セブンイレブン・ライオンズ戦

### 独立リーグでの投手成績
年度別投手成績
| 年 度     | 球 団      | 登 板 | 完 投 | 完 封 | 無 四 球 | 勝 利 | 敗 戦 | セ 丨 ブ | 勝 率 | 打 者 | 投 球 回 | 被 安 打 | 被 本 塁 打 | 与 四 球 | 与 死 球 | 奪 三 振 | 暴 投 | ボ 丨 ク | 失 点 | 自 責 点 | 防 御 率 | W H I P |
| --------- | ---------- | ----- | ----- | ----- | -------- | ----- | ----- | -------- | ----- | ----- | -------- | -------- | ----------- | -------- | -------- | -------- | ----- | -------- | ----- | -------- | -------- | ------- |
| 2006      | カルガリー | 40    | 0     | 0     | 0        | 0     | 2     | -        | .000  | -     | 69.1     | 76       | 6           | 27       | 2        | 47       | -     | -        | 47    | 41       | 5.32     | 1.48    |
| 2007      | 香川       | 15    | 0     | 0     | 0        | 1     | 2     | 1        | .333  | 131   | 31.1     | 28       | 0           | 3        | 0        | 24       | -     | -        | 9     | 9        | 2.59     | 0.99    |
| NL：1年   | NL：1年    | 40    | 0     | 0     | 0        | 0     | 2     | -        | .000  | -     | 69.1     | 76       | 6           | 27       | 2        | 47       | -     | -        | 47    | 41       | 5.32     | 1.48    |
| IBLJ：1年 | IBLJ：1年  | 15    | 0     | 0     | 0        | 1     | 2     | 1        | .333  | 131   | 31.1     | 28       | 0           | 3        | 0        | 24       | -     | -        | 9     | 9        | 2.59     | 0.99    |

### 背番号
- 53 （1998年 - 2002年）
- 117 （2003年 - 2005年）
- 44 （2006年 - 2007年）
- 22 （2008年 - 2009年）
- 25 （2011年）
- 20 （2012年 - 2013年）

### 登録名
- 亮寛 （りょうかん、1998年 - 2002年、2007年）
- 小林 亮寛 （こばやし りょうかん、2003年 - 2005年、2008年 - 2009年）